# Maneco, O Super Tio
Maneco, O Super Tio é um filme brasileiro de aventura de 1980, escrito, dirigido e protagonizado por Flavio Migliaccio.  É o terceiro com o personagem de "Maneco", interpretado por Migliaccio e popular na televisão brasileira. Os outros foram Aventuras com Tio Maneco (1971) e O Caçador de Fantasmas (1975). Maneco apareceria ainda Os Porralokinhas de 2007.

## Elenco
- Flávio Migliaccio...Maneco
- Rodolfo Arena...Camargo
- Cleyde Blota...Carmem
- Paulo Fortes...Álvaro (participação especial)
- Canarinho...Benedito, o motorista
- Virgínia Valle...Mãe
- Angelito Mello...Bartolomeu
- Catalina Bonaky...Noiva
- Luiz Leal...Velho
- Alzira Marques...Velha
- Castro Neves...Zebedeu
- Abraão Abdalla...Adolpho

## Sinopse
Com imagens dos filmes anteriores, a história começa novamente com um dos cunhados de Maneco, o congressista Álvaro, tentando levar os filhos Marcelo e Marcos para longe, para não ficarem com o amalucado tio nas férias. Mas não consegue porque Maneco aparece com seu "Manecomóvel" e pega as crianças e viaja para o sítio do pai dele, o Vovô Camargo. Mas, ao chegarem lá, percebem que o idoso desaparecera e deixara uma mensagem que realizara uma "experiência". Ao investigar o laboratório, Maneco vê uma foto antiga com a inscrição "Bento Pereira, 12 de maio de 1926" mas com uma imagem do Vovô Camargo com a aparência atual e segurando uma máquina fotográfica moderna. Maneco deduz que o Vovô usou um estranho aparelho para entrar na foto e voltar no tempo e fotografar aquele dia e cidade, que foi a que nasceu. Mas o filme se rompeu antes de completar uma volta na bobina e Vovô não conseguiu retornar, ficando preso no passado. Maneco resolve ir com as crianças para Bento Pereira para ver se acha outra foto daquele ano, para conseguir entrar na mesma e resgatar o pai. Mas ao chegarem lá, eles descobrem que a cidade toda virou uma fábrica gigantesca de propriedade de Adolpho e que os antigos moradores são tratados como escravos e se mudaram para cavernas. Maneco conta a sua história e recebe ajuda dos moradores,sendo levado ao laboratório do fotógrafo da cidade para localizar a fotografia que precisa.
O filme tem uma mensagem educativa e ecológica, denunciando a exploração causada  pela indústria e pela mineração.